# Q-Max
Q-Max is een type gastanker, meer bepaald een LNG tanker met membraan-tanks, speciaal ontworpen voor het vervoer van aardgas over zee. In de naam Q-Max, staat de "Q" voor Qatar en "Max" voor de maximum grootte van de schepen die kunnen afmeren aan de LNG terminals in Qatar. Er zijn 14 stuks gebouwd: Mozah, Al Mayeda, Mekaines, Al Mafyar, Umm Slal, Bu Samra, Al-Ghuwairiya, Lijmiliya, Al Samriya, Al Dafna, Shagra, Zarga, Aamira, Rasheeda. De schepen van dit type zijn de grootste LNG tankers ter wereld.

## Technische beschrijving

Een vergelijking van de box-voorstellingen van Q-max schepen met andere scheepstypes.

Een Q-Max schip heeft een maximum lengte van 345 meter en is 53,8 meter breed. De hoogte bedraagt 34,7 meter en de diepgang ongeveer 12 meter.
De cargo capaciteit bedraagt 266 000 m3, wat goed is voor 161 994 000 m3 aardgas. Het schip wordt aangedreven door 2 lage-snelheid dieselmotoren, die tevens ook efficiënter en natuurvriendelijker zijn dan traditionele stoomturbines.
Q-Max schepen zijn uitgerust met een re-liquefactie systeem, om boil-off gassen te kunnen behandelen, opnieuw vloeibaar te maken en de LNG terug naar de cargo tanks te kunnen sturen. Het systeem zorgt voor minder verlies van cargo, wat grote economische en milieu gerelateerde voordelen met zich meebrengt.
Er wordt verondersteld dat de Q-Max schepen ongeveer 40% minder energie zullen verbruiken en bijgevolg dus ook minder CO2 uitstoten. Over het algemeen zullen de schepen tot 19 knopen kunnen varen en daarbij tot 70% minder schadelijke gassen uitstoten dan een conventionele LNG tanker. Deze veronderstellingen houden echter geen rekening met het bijkomende verbruik door het re-liquefactie systeem. In de toekomst kunnen deze wel omgebouwd worden zodat de boil-off gassen als brandstof gebruikt kunnen worden.

## De schepen
De eerste Q-Max LNG tanker werd in november 2007 het droogdok buitengevaren. De doop- en naamgevingsceremonie ging door op 11 juli 2008 op de Samsung Heavy Industries' scheepswerf op Geoje Island, Zuid-Korea. Hierbij kreeg ze de naam Mozah, gegeven door Hare Koninklijke Hoogheid Sheikha Mozah Nasser al-Misnad. Mozah werd afgeleverd op 29 september 2008, en is geclassificeerd bij Lloyd's Register. De allereeste trip van een Q-Max schip werd door Mozah gemaakt, toen ze op 11 januari 2009 haar eerste lading van 266 000 m3 afleverde in de Haven van Bilbao. Enkele dagen daarvoor doorkruiste ze voor het eerste maal het Suezkanaal.
De Q-Max LNG tankers worden bevaren door STATSCo (Shell International Trading and Shipping Company, een Londons deel van Shell International). Ze zijn in het bezit van Qatar Gas Transport Company (Nakilat) en worden gecharterd aan Qatar's LNG producenten, Qatargas and RasGas. In totaal zijn er contracten geteken voor de productie van 14 Q-Max schepen.
Op dit moment worden deze schepen extensief gebruikt. Ze zijn wereldwijd te vinden in zowel havens in Europa, Amerika en zelfs enkelen in Azië. Hier trekken ze niet enkel de aandacht naar hun enorme capaciteit, maar ook naar het gebruik van membraan-tanks.